# پاین گپ (کنتاکی)
پاین گپ (به انگلیسی: Payne Gap) یک منطقهٔ مسکونی در ایالات متحده آمریکا است که در کنتاکی واقع شده‌است. پاین گپ ۳۲۹ نفر جمعیت دارد و ۵۳۷٫۰۶ متر بالاتر از سطح دریا واقع شده‌است.